# Escudo de Alforja

Representación del escudo de armas de Alforja.

El escudo de armas de Alforja se describe según la terminología precisa de la heráldica, por el siguiente blasón:

De azur, un castillo de argén, aclarado de gules, surmontado de una estrella de seis puntas, de argén.

La composición presenta pues, sobre un fondo de color azul (azur), dos figuras principales: un castillo de color blanco con sus puertas y ventanas de color rojo, y una estrella de seis puntas también de color blanco o plata. 
El diseño del conjunto suele encontrase habitualmente representado por un contorno en forma de cuadrado apoyado sobre una de sus aristas (escudo de ciudad), y acompañado en la parte superior de un timbre en forma de corona mural, configuración muy difundida en Cataluña al haber sido adoptada desde los años 1980 por la  administración en sus recomendaciones para los diseños oficiales heráldicos.
La adopción del escudo oficialmente por la corporación municipal fue aprobado por la Generalidad de Cataluña mediante Decreto de 1 de junio de 1983 y publicado en el DOGC el 6 de julio del mismo año con el número 342.

La composición evoca al castillo medieval de Alforja, del cual solo se conservan restos de los muros y la base de una de sus torres. La estrella es un emblema utilizado desde antiguo en las representaciones del escudo municipal.